# جامعة النيل الأزرق
جامعة النيل الأزرق هي جامعة حكومية سودانية تقع في مدينتي الدمازين والروصيرص في السودان، تأسست عام 1995 وتعتبر أول جامعة في ولاية النيل الأزرق، وهي عضو في اتحاد جامعات العالم الإسلامي.

## مجمع الدمازين
يشمل :
- كلية الطب والعلوم الصحية
  - الطب والجراحة
  - علوم التمريض
- كلية التربية
  - مرحلة الأساس
  - المرحلة الثانوية
- كلية الاقتصاد والعلوم الإدارية
- كلية الحاسوب
- كلية الزراعة

## مجمع الروصيرص
- كلية الهندسة

## مراكز
- مركز دراسات السلام
- مركز تنمية المجتمع
- مركز التعليم عن بعد

## وصلات خارجية
- اتحاد جامعات العالم الإسلامي
- جامعة النيل الأزرق